# 群馬郵便局
群馬郵便局（ぐんまゆうびんきょく）は群馬県高崎市にある郵便局。民営化前の分類では集配普通郵便局であった。

## 概要
住所：〒370-3599 群馬県高崎市金古町2093

## 沿革
- 1872年（明治5年） - 金子（かねこ）郵便取扱所として開設[1]。
- 1875年（明治8年）1月1日 - 金子郵便局（五等）となる。同年、金古（かねこ）郵便局に改称。
- 1885年（明治18年）10月1日 - 貯金取扱を開始。
- 1890年（明治23年）4月1日 - 為替取扱を開始。
- 1957年（昭和32年）1月25日 - 堤ヶ岡郵便局[2]から電話交換事務の取扱を移管[3]。
- 1966年（昭和41年）2月27日 - 堤ヶ岡郵便局から和文電報配達業務の一部[4]を移管。
- 1971年（昭和46年）3月12日 - 電話交換業務を高崎電報電話局に、和文電報配達業務を高崎電報電話局、前橋電報電話局、吉岡郵便局、箕輪郵便局にそれぞれ移管。
- 1984年（昭和59年）8月1日 - 特定郵便局から普通郵便局に局種別改定。
- 1989年（平成元年）4月1日 - 群馬郵便局に改称。
- 2000年（平成12年）8月14日 - 外国通貨の両替および旅行小切手の売買に関する業務取扱を開始。
- 2002年（平成14年）6月24日 - 吉岡郵便局から「370-36xx」区域の集配業務を移管。
- 2006年（平成18年）10月16日 - 箕輪郵便局から「370-31xx」区域の集配業務を移管[5]。
- 2007年（平成19年）10月1日 - 民営化に伴い、併設された郵便事業群馬支店に一部業務を移管。
- 2012年（平成24年）10月1日 - 日本郵便株式会社の発足に伴い、郵便事業群馬支店を群馬郵便局に統合。

## 取扱内容
- 郵便、印紙、ゆうパック、内容証明
- 貯金、為替、振替、振込、国際送金、国債、投資信託
- 生命保険、バイク自賠責保険、自動車保険、がん保険、引受条件緩和型医療保険
- ゆうちょ銀行ATM
- 「370-35xx」区域（高崎市（旧群馬郡群馬町域）、前橋市（青梨子町（あおなしまち）、池端町、上青梨子町、清野町）、北群馬郡榛東村（全域））、「370-31xx」区域（高崎市（旧群馬郡箕郷町域））、「370-36xx」区域（北群馬郡吉岡町の全域）の集配業務
- ゆうゆう窓口

## 風景印
- 表記は『群馬』
- 形は前方後円墳枠である。
- 図案は『前方後円墳』・『馬形埴輪』
- 使用開始日は2001年（平成13年）8月1日
群馬中泉郵便局・群馬棟高郵便局も表記が違うだけで、同じ印影の風景印である。

### 過去の風景印
- - 1984年（昭和59年）7月31日
  - 表記は『群馬金古』
  - 図案は史跡『上野国分寺趾碑』・『礎石』
- 1984年（昭和59年）8月1日 - 1989年（平成元年）3月31日
  - 表記は『金古』
  - 図案は史跡『上野国分寺趾碑』・『礎石』
- 1989年（平成元年）4月1日 - 2001年（平13年）7月31日
  - 表記は『群馬』
  - 図案は史跡『上野国分寺趾碑』・『礎石』

## 周辺
- 群馬県立前橋西高等学校
- 明和県央高等学校

## アクセス
- 群馬バス 愛宕停留所、関越交通バス 金古上宿停留所、もしくは高崎市内循環バス「ぐるりん」 仲原停留所下車
- 関越自動車道 前橋ICから北西へ約6km、駒寄スマートICから南西へ約3km
- 駐車場あり：17台